# Synset
Synset ist ein aus dem Englischen stammender Begriff der Semantik, konkreter der Lexikographie. Es geht um die Bildung von Wortfeldern und Begriffsfeldern, indem man Synonyme zu einem Feld, einem „Konzept“ (im Sinne einer Begrifflichkeit) zusammenfasst. In der inhaltlichen Erschließung entspricht ein Synset einem Synonymring.

## Unterscheidungen
Man unterscheidet lexikalische und konzeptuelle (begriffliche) Beziehungen (Relationen) innerhalb eines Synset.

### Lexikalische Beziehungen
(a) die Bedeutungsidentität bzw. Bedeutungsähnlichkeit (Synonymie),
(b) die Gegenteiligkeit der Bedeutung (Antonymie) sowie (c) etymologische Beziehungen.

### Konzeptuelle Beziehungen
(a) das Verhältnis von Ober- zu Unterbegriffen (Hyperonymie/Hyponymie bzw. Superordination/Subordination;
(b) das Verhältnis eines Teils zu einem Ganzen (Meronymie/Holonymie); (c) die kausale Beziehung (Ursache und Wirkung).

## Software
Das Natural Language Toolkit enthält Werkzeuge, die unter Benutzung von WordNet unterschiedliche Abfragen zu Synsets ermöglichen. Das untere Beispiel in der  Programmiersprache Python importiert WordNet und gibt dann das  Synset zu "motorcar" aus. Anschließend werden zum ermittelten Synset "car.n.01" das Wortfeld mit der Methode lemma_names() ermittelt und ausgegeben.
```
import
 
nltk

from
 
nltk.corpus
 
import
 
wordnet
 
as
 
wn

print
(
wn
.
synsets
(
'motorcar'
))

# Ausgabe: [Synset('car.n.01')]

print
(
wn
.
synset
(
'car.n.01'
)
.
lemma_names
())

# Ausgabe: ['car', 'auto', 'automobile', 'machine', 'motorcar']

```